# モノメチルアウリスタチンE
モノメチルアウリスタチンE（Monomethyl auristatin E；MMAE）は、合成抗悪性腫瘍剤である。毒性が強いため単体では用いられず、モノクローナル抗体（MAB）と結合させがん細胞にのみ作用させる。国際一般名では、MMAEと抗体との結合構造（下記参照）を合わせてベドチン（vedotin）と呼ぶ。MMAEは強力な有糸分裂阻害薬で、タツナミガイから得られるペンタペプチド系天然物であるドラスタチン10と類似した構造を持つ。
前臨床試験において、in vitro およびin vivo の両方で、さまざまな悪性リンパ腫、白血病、固形腫瘍に対して強力な活性を示しており、癌治療のためのヒト臨床試験が数件行われている。このファミリーの分子は、チューブリン重合阻害（腫瘍内の血管を虚脱させる作用を有する可能性もある）により強力な抗腫瘍活性を示す。血液がん、メラノーマ、肺がん、胃がん、前立腺がん、卵巣がん、膵臓がん、乳がん、大腸がん、腎臓がんなど39種類のヒト腫瘍細胞株についてAEの細胞毒性を評価し、別の有糸分裂阻害薬であるビンブラスチンやドキソルビシンの活性と比較した。その結果、いずれの細胞株もAEに対して耐性を示さず、1時間曝露時の平均半値阻害濃度（IC50）はビンブラスチン166 nM、ドキソルビシン631 nMに対しAEは3.2 ± 0.51 nMで、それぞれ52および197倍の活性があることが示された。また7種類のヒトリンパ腫細胞株を用いた実験では、AEの平均IC50値は1.4 nMであり、Mylotargの細胞毒性成分であるN-アセチル-γ-カリケアミシンの4.3 nM（白血病およびリンパ腫細胞株）に匹敵する値であった。
MMAEは正確にはデスメチルアウリスタチンEである。即ち、N末端のアミノ基（構造式左端）は、アウリスタチンEでは2つのメチル基で置換されているが、MMAEでは1つのメチル基でしか置換されていない。

## 作用機序

MMAE-MAB複合体の構造。MABを除く構造全体をベドチンと呼ぶ。MMAEを赤色、スペーサー（パラアミノベンジルカルバミン酸）を緑色、カテプシンで切断されるリンカー（アミノ酸のバリン（Val）とシトルリン（Cit）からなる）を青色、付着基（マレイミドとカプロン酸からなる）を茶色で示す。

チューブリンの重合阻害によって細胞分裂を抑制する有糸分裂阻害薬である。モノクローナル抗体のリンカーは、細胞外液中では安定しているが、結合体が腫瘍細胞内に入るとカテプシンによって切断され、MMAEが細胞内に遊離する。

## モノクローナル抗体/抗体薬物複合体
さまざまなモノクローナル抗体と組み合わせて（通常は抗体薬物複合体の形で）試験されている。
- 未分化大細胞型リンパ腫やホジキンリンパ腫の悪性細胞に存在するCD30タンパク質を標的とするもの
  - ブレンツキシマブ（cAC10）：1分子あたり3-5ユニットのMMAE[5][6]
- 侵攻性悪性黒色腫、神経膠腫、乳癌などに見られる糖タンパク質GPNMB（英語版）を標的とするもの
  - グレムバツムマブ（英語版）（CR011、CDX-011）：乳がんおよびメラノーマの治療に用いられる[7][8]
- CD37を標的とするもの
  - AGS67E：悪性造血リンパ組織腫瘍の治療に用いられる[9][10]
- 初回治療後に進行が見られた再発性、持続性子宮頸がんの組織因子を標的とするもの
  - チソツマブ ベドチン[11]
- ほか
  - ソフィツズマブ ベドチン（英語版）
  - ポラツズマブ ベドチン (RG7596)
  - エンホルツマブ ベドチン
  - ピナツズマブ ベドチン（英語版）
  - リファスツズマブ ベドチン（英語版）
  - インデュサツマブ ベドチン（英語版） (MLN-0264) 第II相試験中[12]

## 参考資料
1. ↑  Statement on a nonproprietary name adopted by the USAN Council: Vedotin
2. 1 2  Doronina, Svetlana O.; Toki, Brian E.; Torgov, Michael Y.; Mendelsohn, Brian A.; Cerveny, Charles G.; Chace, Dana F.; DeBlanc, Ron L.; Gearing, R. Patrick et al. (2003-07). “Development of potent monoclonal antibody auristatin conjugates for cancer therapy” (英語). Nature Biotechnology 21 (7):  778–784. doi:10.1038/nbt832. ISSN 1546-1696.
3. ↑  Dosio, F.; Brusa, P.; Cattel, L. (2011). “Immunotoxins and Anticancer Drug Conjugate Assemblies: The Role of the Linkage between Components”. Toxins 3 (12):  848–883. doi:10.3390/toxins3070848. PMC 3202854. PMID 22069744.
4. ↑  A. Klement (13 May 2013). “Sprunginnovation beim Hodgkin-Lymphom: Adcetris” (German). Österreichische Apothekerzeitung (10/2013):  67f.
5. 1 2  Seattle Genetics: Brentuximab vedotin (SGN-35) Archived 2011-07-16 at the Wayback Machine.
6. 1 2  Francisco, Joseph A (2003). “cAC10-vcMMAE, an anti-CD30–monomethyl auristatin E conjugate with potent and selective antitumor activity”. Blood 102 (4):  1458–1465. doi:10.1182/blood-2003-01-0039. PMID 12714494.[リンク切れ]
7. ↑  Medical News Today: CuraGen Announces Expansion Of CR011-vcMMAE Phase II Trial In Advanced Breast Cancer
8. ↑  NCI Drug Dictionary: Glembatumumab vedotin
9. ↑  Pereira, DS; Guevara, CI; Jin, L; Mbong, N; Verlinsky, A; Hsu, SJ; Aviña, H; Karki, S et al. (2015). “AGS67E, an Anti-CD37 Monomethyl Auristatin E Antibody-Drug Conjugate as a Potential Therapeutic for B/T-Cell Malignancies and AML: A New Role for CD37 in AML”. Mol Cancer Ther 14 (7):  1650–60. doi:10.1158/1535-7163.MCT-15-0067. PMC 4557793. PMID 25934707.
10. ↑  A study of Escalating Doses of AGS67E Given as Monotherapy in Subjects With Refractory or Relapsed Lymphoid Malignancies
11. ↑  Coleman, Robert L; Lorusso, Domenica; Gennigens, Christine; González-Martín, Antonio; Randall, Leslie; Cibula, David; Lund, Bente; Woelber, Linn et al. (May 2021). “Efficacy and safety of tisotumab vedotin in previously treated recurrent or metastatic cervical cancer (innovaTV 204/GOG-3023/ENGOT-cx6): a multicentre, open-label, single-arm, phase 2 study” (英語). The Lancet Oncology 22 (5):  609–619. doi:10.1016/S1470-2045(21)00056-5.
12. ↑  Indusatumab vedotin (MLN-0264) Clinical Trials. March 2015